# Soufflé
Soufflé (tiếng Pháp: [su.fle]) hay còn gọi là trứng rán phồng là một loại bánh nướng làm từ lòng đỏ trứng đánh với lòng trắng kết hợp với rất nhiều gia vị và được dùng như món mặn để khai vị chính hoặc món tráng miệng ngọt. Từ soufflé là phân từ 2 của động từ tiếng Pháp souffler mang nghĩa "phồng lên" —một từ thường dùng để chỉ hỗn hợp sữa trứng và lòng trắng trứng.

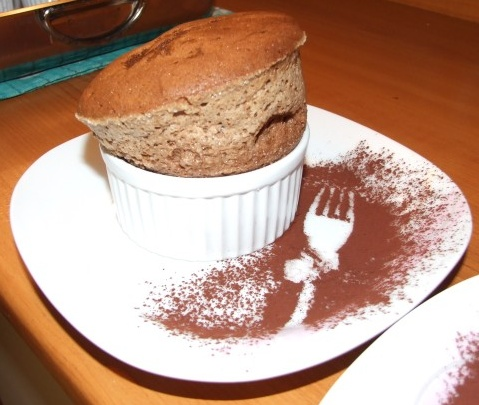
Soufflé vị chocolate

Mỗi chiếc bánh soufflé được làm từ hai thành phần cơ bản:
- Phần bên dưới là sữa trứng Pháp
- Lòng trắng trứng đánh tơi thành bánh trứng đường

Trong đó phần dưới chứa mùi vị và phần lòng trắng cho ta phần "phồng lên" (để có thể xúc). Những thức ăn đi kèm với phần dưới là mứt, trái cây, quả mọng, sô cô la, chuối hoặc chanh (ba thứ cuối cùng dùng cho món tráng miệng, thường đi kèm với một lượng đường ăn lớn).
Sau khi lấy ra khỏi lò, soufflé sẽ phồng và xốp, và thường xẹp xuống sau 5 đến 10 phút.
Soufflé có khá nhiều loại khác nhau. Một trong số đó là soufflé kem lạnh, là sự kết hợp giữa soufflé với kem hay có cả trái cây hoặc tương cay.